# Michaił Tichonrawow (inżynier)
Michaił Kławdijewicz Tichonrawow (ros. Михаил Клавдиевич Тихонравов, ur. 16 lipca?/29 lipca 1900 we Włodzimierzu, zm. 4 marca 1974 w Moskwie) – radziecki inżynier, konstruktor techniki kosmicznej i rakietowej, współpracownik Siergieja Korolowa.

## Życiorys
Od 1902 mieszkał z rodziną w Petersburgu, gdzie skończył gimnazjum, w 1918 przeniósł się do Peresławia Zaleskiego, gdzie pracował jako kurier i działał w Komsomole, był zastępcą przewodniczącego pierwszej w mieście komórki Komsomołu. W czerwcu 1919 wstąpił ochotniczo do Armii Czerwonej, kierował wydziałem powiatowego komisariatu wojskowego i później agitator gubernialnego komisariatu wojskowego we Włodzimierzu. W 1920 rozpoczął studia w Instytucie Inżynierów Czerwonej Floty Powietrznej, przemianowanym w 1923 na Akademię Floty Powietrznej im. Żukowskiego, w 1925 ukończył akademię. Później służył w 1 eskadrze bombowców lekkich im. Lenina, od 1926 pracował w biurach konstruktorskich Polikarpowa i Grigorowicza, w 1930 został kierownikiem grupy w biurze konstruktorskim Moskiewskiego Zakładu Lotniczego nr 39 im. Mienżyńskiego i poznał Siergieja Korolowa, od którego przejął fascynację ideami silników reaktywnych i rakiet. W październiku 1933 został starszym inżynierem w Reaktywnym Instytucie Naukowo-Badawczym Ludowego Komisariatu Przemysłu Ciężkiego ZSRR, później był tam kolejno szefem wydziału, starszym pracownikiem naukowym, ponownie szefem wydziału i od grudnia 1937 kierownikiem grupy. Od października 1943 kierował laboratorium Instytutu Naukowo-Badawczego-3 przy Radzie Komisarzy Ludowych ZSRR, jednocześnie pracował w Instytucie Naukowo-Badawczym-1 Ludowego Komisariatu Przemysłu Lotniczego ZSRR, od czerwca 1943 jako kierownik laboratorium, od września 1944 szef sektora naukowo-badawczego w filii instytutu, od końca 1944 ponownie kierownik laboratorium. W 1946 został zastępcą naczelnika Instytutu Naukowo-Badawczego nr 4 Akademii Nauk Artyleryjskich ZSRR, od lutego 1955 pracował w Biurze Doświadczalno-Konstruktorskim nr 1 Korolowa jako szef działu projektowania sputników. Brał bezpośredni udział w projektowaniu pierwszego załogowego statku kosmicznego Wostok 1, który 12 kwietnia 1961 odbył pierwszy załogowy lot kosmiczny (z Jurijem Gagarinem na pokładzie). W czerwcu 1961 został szefem działu i zastępcą głównego konstruktora OKB-1, które w 1966 przemianowano na Centralne Biuro Konstruktorskie Budowy Maszyn Eksperymentalnych (CKBEM); w 1970 został kierownikiem naukowym tego biura. W latach 1930-1931 i ponownie 1960-1974 wykładał w Moskiewskim Instytucie Lotniczym im. Ordżonikidze jako profesor, 1944-1947 wykładał w Akademii Artyleryjskiej im. Dzierżyńskiego, a 1947-1952 w Moskiewskiej Wyższej Szkole Technicznej im. Baumana. W 1947 został członkiem korespondentem Akademii Nauk Artyleryjskich ZSRR, w 1968 członkiem korespondentem Międzynarodowej Akademii Astronautyki, w 1958 otrzymał tytuł doktora nauk technicznych, a w 1962 profesora. Od 30 kwietnia 1945 był inżynierem-pułkownikiem. Został pochowany na Cmentarzu Nowodziewiczym.

## Odznaczenia i nagrody
- Medal Sierp i Młot Bohatera Pracy Socjalistycznej (17 czerwca 1961)
- Order Lenina (dwukrotnie, 1945 i 17 czerwca 1961)
- Order Czerwonego Sztandaru (dwukrotnie, 1944 i 1950)
- Order Wojny Ojczyźnianej II klasy (18 listopada 1944)
- Nagroda Leninowska (1957)
- Medal „Za zwycięstwo nad Niemcami w Wielkiej Wojnie Ojczyźnianej 1941–1945” (1946)

I inne.